# Магаданское отделение Союза художников
Магаданская областная организация Всероссийской творческой организации «Союз художников России» (первоначальное название - Магаданское отделение Союза художников РСФСР).

## Предыстория
Созданию областной организации Союза художников в Магадане предшествовала работа управления культуры образованной в 1953 году Магаданской области по проведению выставок местных художников. Организация выставок и студии при Доме народного творчества стали возможны благодаря активной деятельности искусствоведа Ларисы Тимашевой и художника Валентина Антощенко-Оленева, ставшего преподавателем студии.
В ноябре 1956 года работы магаданских художников впервые были представлены на выставке «Сибирь и Дальний Восток» (Иркутск). 5 декабря 1956 года прошла первая областная художественная выставка, на которой было представлено более 560 работ 139 авторов.

## Областная организация художников
12 августа 1957 года правление Союза художников СССР постановило учредить оргбюро по созданию Магаданского областного отделения Союза художников РСФСР. Также в 1957 году были открыты Магаданские художественно-производственные мастерские, подчиненные Якутскому отделению Художественного фонда РСФСР.
Для официального открытия отделения необходимо было наличие в области десяти индивидуальных членов Союза художников. В 1957 году несколько магаданских художников стали кандидатами в члены союза. Первыми членами Союза художников СССР в Магадане в 1960 году стали художник Дмитрий Брюханов и скульпторы Михаил Ракитин и Ким Ин Хо. Также членами союза стали самые известные мастера чукотского косторезного промысла. В результате необходимое число было достигнуто, и 27 апреля 1962 года было образовано Магаданское отделение Союза Художников РСФСР, первым его председателем стал Дмитрий Брюханов.
В 1960 году работы Дмитрия Брюханова и Михаила Ракитина впервые были представлены на республиканской выставке «Советская Россия» в Москве. В городе работали такие художники, как Валентин Антощенко-Оленев, Дмитрий Брюханов, Георгий Вагнер, Герц Шломанис, Василий Шухаев, Вера Шухаева, скульпторы Ким Ин Хо, Михаил Ракитин, Георгий Лавров, Зинаида Лихачева.
В 1965 году открылась первая в Магадане художественная школа. На областной студии телевидения в течение ряда лет выходила передача «В мастерских художников», общественную редакцию которой возглавляла Лариса Тимашева. С момента создания магаданское отделение организует ежегодные областные художественные выставки, а также выставки работ юных художников и тематические экспозиции.
После 1991 года Магаданское отделение союза художников РСФСР вошло в ВТО «Союз художников России». Сейчас в организацию входит около 30 живописцев, графиков, скульпторов, художников театра. С 2001 года Магаданскую областную организацию ВТО «Союз художников России» возглавляет заслуженный художник России, член-корреспондент Российской академии художеств Константин Кузьминых.
1. 1 2 3 4 5 6  Толоконцева О. А., Роньжина Л. Д. Прекрасного след: Художники Магаданской области. — Москва: Пранат, 2002.
2. 1 2  Художники Колымы. Магаданский союз художников. Дата обращения: 11 марта 2015. Архивировано 2 апреля 2015 года.
3. ↑  50 лет магаданской организации Союза художников России. Дата обращения: 11 марта 2015. Архивировано 2 апреля 2015 года.
4. ↑  Кузьминых Константин Борисович. Дата обращения: 11 марта 2015. Архивировано из оригинала 2 апреля 2015 года.